# Orostachys japonica
Orostachys japonica là một loài thực vật có hoa trong họ Crassulaceae. Loài này được A. Berger miêu tả khoa học đầu tiên năm 1930.